# Пирогово (деревня, городской округ Мытищи)
Пирогово — деревня в городском округе Мытищи Московской области России. Население — 423 чел. (2010).

## География
Расположена на севере Московской области, в восточной части Мытищинского района, примерно в 8 км к северу от центра города Мытищи и 10 км от Московской кольцевой автодороги, на реке Клязьме, восточнее Пироговского водохранилища системы канала имени Москвы.
В деревне 28 улиц, 4 переулка, 4 проезда, приписано садоводческое товарищество. Связана автобусным сообщением с районным центром и городом Москвой (маршруты № 23, 26, 31, 314, 438). Ближайшие населённые пункты — посёлок городского типа Пироговский, деревня Коргашино, посёлки Мебельной фабрики и Пирогово.

## Население
| 1852 | 1859 | 1890 | 1899  | 1926 | 2002 | 2010 |
| ---- | ---- | ---- | ----- | ---- | ---- | ---- |
| 219  | ↗234 | ↘212 | ↗1941 | ↘771 | ↘553 | ↘423 |

## История
По писцовым книгам Бохова стана Московского уезда 1585 года полсела Пирогова с церковью Ильи Пророка принадлежало Богдану Савину, другая половина была вотчиной Кириллова монастыря.

Пирогово, сельцо 2-го стана, Государственн. Имущ., 102 души м. п., 117 ж., 33 двора, фабрика шерстянаго трико, куп. Гейне и Компании, 26 верст от Троицкой заставы, на Ярославском тракте— Нистрем К. Указатель селений и жителей уездов Московской губернии
Церковь Ильи Пророка была уничтожена в первой половине XVIII века.
В «Списке населённых мест» 1862 года — владельческое сельцо Московского уезда Московской губернии на Ольшанском тракте (между Ярославским шоссе и Дмитровским трактом), в 18 верстах от губернского города и 9 верстах от становой квартиры, при реке Клязьме, с 46 дворами и 234 жителями (109 мужчин, 125 женщин).
По данным на 1890 год — село Троицкой волости Московского уезда с 212 жителями, в селе располагалась квартира урядника, работала фабрика сукна, трико и драпа, на которой трудилось 759 рабочих.
В 1913 году — 77 дворов, казённая винная лавка, трактир, суконная фабрика, фабричная больница, церковно-приходская школа, общество трезвости.
По материалам Всесоюзной переписи населения 1926 года — центр Пироговского сельсовета Пушкинской волости Московского уезда в 1,5 км от Пироговского шоссе и 6,5 км от станции Тарасовка Северной железной дороги, проживал 771 житель (348 мужчин, 423 женщины), насчитывалось 194 хозяйства, из которых 90 крестьянских, имелись сельская школа, школа-семилетка и амбулатория.
С 1929 года — населённый пункт в составе Мытищинского района Московского округа Московской области. Постановлением ЦИК и СНК от 23 июля 1930 года округа как административно-территориальные единицы были ликвидированы.
Административная принадлежность
1929—1954 гг. — центр Пироговского сельсовета Мытищинского района.
1954—1963, 1965—1994 гг. — деревня Коргашинского сельсовета Мытищинского района.
1963—1965 гг. — деревня Коргашинского сельсовета Мытищинского укрупнённого сельского района.
1994—2006 гг. — деревня Коргашинского сельского округа Мытищинского района.
2006—2015 гг. — деревня городского поселения Пироговский Мытищинского района.
2015 г. — н. в. — деревня городского округа Мытищи Московской области.

## Известные уроженцы
- Ильинский Игорь Владимирович (1901—1987) — советский актёр, режиссёр, народный артист СССР (1949).